# ズー・ル＝ヒッジャ
ズー・ル=ヒッジャ(アラビア語: ذُو ٱلْحِجَّة, 実際の発音：IPA: [ðu‿l.ħid͡ʒ.d͡ʒah](ズ・ル＝ヒッジャ)）またはズー・アル＝ヒッジャ(ラテン字転写:Dhū al-Ḥijjah)は、イスラム暦における12番目（最後）の月。非常に神聖な月とされ、イスラム圏の人々はこの月にハッジの巡礼やイード・アル＝アドハーという犠牲祭を実施する。
「ズー・ル＝ヒッジャ」という語句は「巡礼の主」または「巡礼の月」という意味である。この月に、世界中のムスリム巡礼者がメッカに集結してカアバを訪れる。ハッジの巡礼はこの月の8日、9日、10日に行われる。アラファの日はこの月の9日に行われる。イード・アル＝アドハーの犠牲祭は10日目から始まって13日の日没で終了する。

## ハディース（言行録）
イスラム圏の伝統によれば、ズー・ル＝ヒッジャ最初の10日間は善行や祝事を行うための最も祝福された日で、指導者アリーによると「ズー・ル＝ヒッジャの9-10日は婚姻契約(nikah)にとって最高の日である」という。
イブン・アッバースの供述。預言者は「他の日に行われた善行が、これら（ズー・ル＝ヒッジャ最初の10日間）で行われた事に勝ることはない」と言った。すると預言者の付き人数名が「ジハードでも勝らないのですか？」と言った。彼は「ジハードでも駄目だ、自分自身と自分の財産を危険に晒してそれを実行し、それが何も戻らない人は例外だが」答えた。（ティルミズィー著）
ムハンマドがこの月最初の9日間を断食に費やしたのは、これら日々の認識された美徳が理由である。
ムハンマドの妻達の一人は「アッラーの使者は、アーシューラーの日々ことズー・ル＝ヒッジャ（最初の）9日間を断食に費やし、そして毎月3日間を断食していた」と語った。（アブー・ダーウード著）

## タイミング
イスラム暦は太陰暦であり、新月が目撃された時点が月初となる。イスラムの太陰暦は太陽暦よりも11日から12日短いため、ズー・ル＝ヒッジャは（というかイスラム暦の月は全て）四季を通して毎年10日ほどずれていく。サウジアラビアの暦(Umm al-Qura calendar)に基づくズー・ル＝ヒッジャの推定開始日と終了日は次のとおり。
| イスラム暦年 | 開始日(西暦)  | 終了日(西暦)  |
| ------------ | ------------- | ------------- |
| 1442         | 2021年7月11日 | 2021年8月8日  |
| 1443         | 2022年6月30日 | 2022年7月29日 |
| 1444         | 2023年6月19日 | 2023年7月18日 |
| 1445         | 2024年6月7日  | 2024年7月6日  |
| 1446         | 2025年5月28日 | 2025年6月25日 |

## 特別な日
- ズー・ル＝ヒッジャ最初の9日（日中）は、断食に宛てる
- ズー・ル＝ヒッジャ最初の10日（夜間）は、夜間礼拝タハッジュドのうち起立姿勢(Qiyaam)で行うものに宛てる
- ズー・ル＝ヒッジャの8日と9日と10日は、ハッジの日々
- ズー・ル＝ヒッジャの9日は、アラファの日
- タシュリークのタクビールは、ズー・ル＝ヒッジャの9-13日まで観察される。
- ズー・ル＝ヒッジャの10日は、イードの夜
- イード・アル＝アドハー（犠牲祭）は、ズー・ル＝ヒッジャの10日に始まって13日の日没で終わる
- ズー・ル＝ヒッジャの18日は、イード・アル＝ガディール

## 所定の崇拝行為
ズー・ル＝ヒッジャ最初の9日は、次の行為が定められている。
- （イスラム教圏の）人は、これら9日間で剰余慈善のサダカを施す必要がある
- これら日々でのサラートが望ましい
- マスジドに時間を充てる
- 自宅にて自発的なナフルの礼拝を行う
- クルアーンの朗読・暗記・読解
- ジクル
- ドゥアー
- 最初の9日間を断食するサウム
- イティカーフ（一定期間モスクに籠ってアッラーに祈りを捧げる）

クーバニの日々こと、ズー・ル＝ヒッジャの10日と11日と12日と13日は、生贄に捧げる動物（クーバニ）の血をこぼす事が最も素晴らしい行動。

## 断食とタハッジュドに対する報い
ハディースによると、ズー・ル＝ヒッジャ最初の9日間の日中を断食し、かつ最初の10夜に起立礼拝（タハッジュド）することへの大きな報いが書かれている。
アッラーの預言者は言った。ズー・ル＝ヒッジャの10日間よりもアッラーが人々に崇拝される日々など存在せず、それら日々の断食は一年の断食に相当する。そして毎晩（サラートして）立つことは、みいつの夜に立つこと同義である。—ティルミズィー, 758
この言行録は、多くの学者により弱い(daeef)ハディースに分類されている。
この10日間が特別扱いされる理由は、この時期に礼拝、断食、慈善行為、タクビール、ハッジが重なっているためである。
ズー・ル＝ヒッジャ最初の9日間以降は、2年間の罪の償いとしてアラファの日に断食することが特に推奨されている。
アブ・カタダは、ムハンマドがアラファの日における断食について尋ねられたことを供述している。彼はこう言った。アラファの日の断食について、私はアラファした年（つまり今年の罪）とその前年をアッラーが許すであろうと予想している。—ティルミズィー, 758

## 一般的な催事
- 9日 - アラファの日。

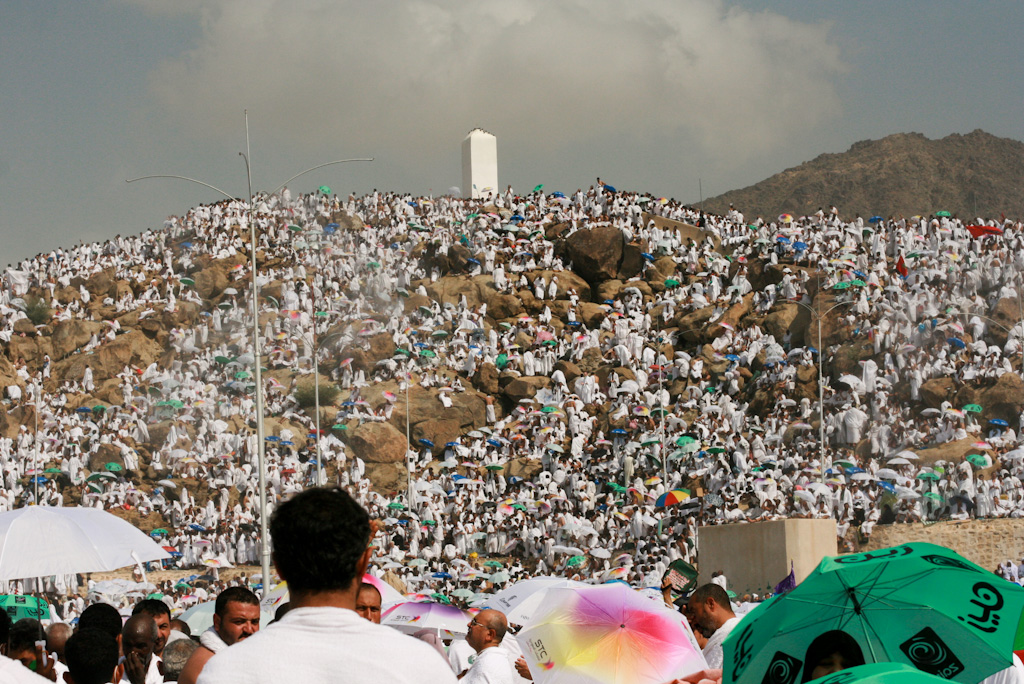
ハッジ期間のアラファト山

- 10-13日 - イブラーヒームがアッラーのために息子のイスマーイールを犠牲にしたことを記念する、イード・アル＝アドハーがハッジ最中のムスリムおよび世界中のイスラム圏で観察される。

### スンニ派
- 18日 - 預言者ムハンマドの教友であるウスマーン・イブン・アッファーンの命日。

### シーア派
- 1日 - 西暦624年ことイスラム暦(AH)2年にアリーとファーティマが結婚契約した日。
- 7日 - 十二イマーム派とイスマーイール派のシーア派最高指導者（イマーム）であるムハンマド・バーキルの殉教日-AH114年
- 8日 - フサイン・イブン・アリーが、メッカからカルバラーの戦いに出征した日。
- 9日 - クーファでムスリム・イブン・アキールとハニ・イブン・ウルワが殉教した日、AH60年。また断食の義務が終わる日。
- 15日 - 十二イマーム派アリー・ハーディーの生誕日-AH214年。
- 18日 - シーア派がガディール・フンムの出来事を祝う日-AH10年。
- 19日 - ファーティマが結婚後アリーの家に行った日。
- 23日 - アリーの友人ミーサム・タンマールの殉教日-AH60年。
- 23日 - クーファでムスリム・イブン・アキールの息子2人が殉教した日-AH60年。
- 24日 - ムバハラの出来事が起きた日。
- 24日 - 嘆願の日(supplication day)でありアリーによって指輪を以て施しがなされた日。
- 25日 - 人間 (クルアーン)の章では、ファティーマ・ハサンとフセインによって孤児と貧者と旅行者に施しを与える記録が明らかになった。
- 25日 - アリーがイスラム教のカリフになる - AH35年。